# Ove Hansen
Ove Henry Hansen, född 24 september 1909 i Slagelse, död 5 maj 1997, var en dansk socialdemokratisk politiker. Han var folketingsledamot 1953-1973 och 1975-1977.
Ove Hansen tog preliminärexamen (1926) och därefter handelsskoleexamen (1931). Han var därefter anställd i administrationen på American Gulf Oil Co. från 1927. Han blev sedan politiskt engagerad i Socialdemokratiets lokala förening i Ballerup (1934) samt ledamot av Ballerup-Måløvs sockenstämma (1937). Han var ordförande av den senare 1942-1952 och därefter borgmästare i Ballerups kommun (1952-1967). Han var samtidigt ordförande av regeringens skolkommission (1937-1967) och folketingsledamot för Roskilde amtskreds (1953-1973 & 1975-1977).
I Folketinget utmärkte han sig som en av partiets experter i kommunala frågor, och han tillfrågades av statsminister Jens Otto Krag om att bli inrikesminister 1964. Han tackade dock nej med begrundelsen att han ville fortsätta som borgmästare. Han tillträdde dock som handelsminister och minister för nordiskt samarbete efter Tyge Dahlgaards avgång 1967, och innehade befattningen till regeringens avgång 1968. Som handelsminister tacklade han bl.a. problemen kring den kraftiga devalveringen av det brittiska pundet 1967 (14,3 %) med pris- och profitstopp. Efter regeringens avgång konsulterades han ofta i utredningar av kommunal- och skattepolitisk art och var delaktig i genomförandet av kommunalreformen 1970. Han var ledamot i finansutskottet (1971-1973) och Europarådet (1967-1973). För den senare var han även ordförande av den danska delegationen (1971-1973) och rådets vice president (1972). Han var även ledamot i Ligningsrådet från 1971, Danmarks motsvarighet till Skatteverket, och europaparlamentariker (1976-1977). Han ingick i den politiska grupperingen kring Per Hækkerup och Poul Dam 1972, kallad Kulegravningsbanden, som ville samla alla partier i ett försök att göra nedskärningar.
Hansen har skrivit fackböckerna Kommunalkundskab (1966), Den tekniske forvaltning (1970), Sådan styres kommunen (1978) och Vort skattesystem (1980).